# Pachycondyla

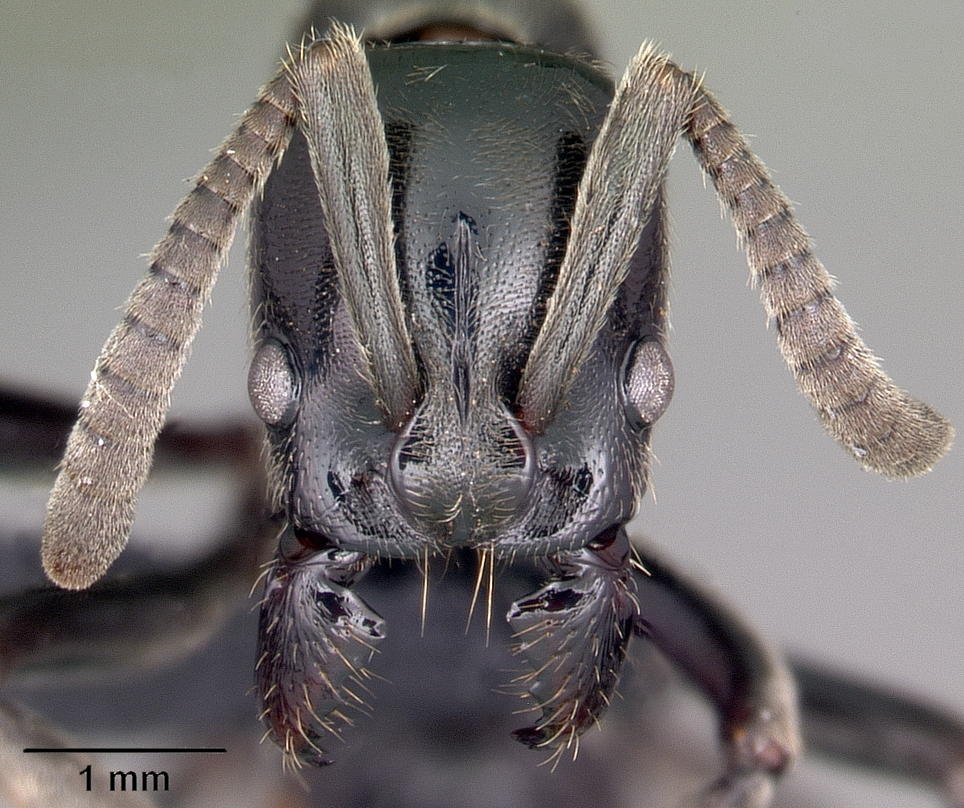
Cabeza de P. sikorae

Pachycondyla es un género de hormigas de la subfamilia Ponerinae. Este género agrupa a más de 300 especies, que habitan en climas tropicales o subtropicales. La mayoría de estas hormigas son depredadoras o carroñeras, existiendo varias especies especializadas en la depredación de termitas. Algunas de sus especies carecen de una hormiga reina, desempeñando esa función en su lugar algunas obreras fertilizadas o tiene múltiple reinas.

## Descripción
Las obreras del género Pachycondyla son similares a las de los géneros Cryptopone, Hypoponera y Ponera, por lo que son confundidas frecuentemente. Se pueden distinguir de las demás por tener un segundo espolón adicional en las patas traseras.

## Taxonomía
Aunque oficialmente se han clasificado como un género, Pachycondyla es en realidad un grupo polifilético consistente en muchos subgéneros sin relaciones claramente establecidas, y se sospecha que pueda estar agrupando a varios géneros válidos distintos.
Originalmente el género Pachycondyla agrupaba únicamente a 8 especies (KEMPF, 1961):
- Pachycondyla constricticeps Mackay & Mackay, 2010
- Pachycondyla crassinoda (Latreille, 1802)
- Pachycondyla fuscoatra (Roger, 1861)
- Pachycondyla harpax (Fabricius, 1804)
- Pachycondyla impressa (Roger, 1861)
- Pachycondyla inca Emery, 1901
- Pachycondyla lattkei Mackay & Mackay, 2010
- Pachycondyla lenis Kempf, 1961
- Pachycondyla lenkoi Kempf, 1962
- Pachycondyla purpurascens Forel, 1899
- Pachycondyla striata Smith, F., 1858

### Incertae sedis

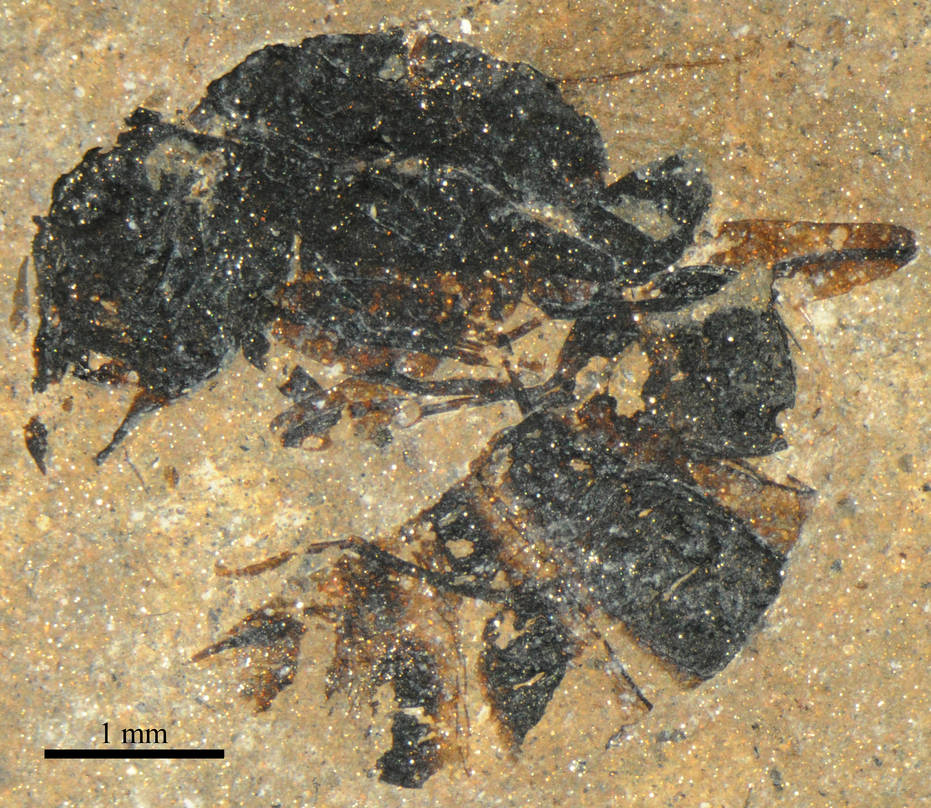
P. eocenica holotipo

- Pachycondyla curiosa Mackay & Mackay, 2010
- Pachycondyla jonesii Forel, 1891
- Pachycondyla solitaria Smith, F., 1860
- Pachycondyla unicolor Smith, F., 1860
- Pachycondyla vidua Smith, F., 1857
- Pachycondyla vieirai Mackay & Mackay, 2010
- †Pachycondyla aberrans Dlussky, Rasnitsyn, & Perfilieva, 2015[5]
- †Pachycondyla baltica Dlussky, 2002
- †Pachycondyla calcarea (Théobald, 1937)
- †Pachycondyla conservata Dlussky, 2009
- †Pachycondyla crawleyi (Donisthorpe, 1920)
- †Pachycondyla dubia (Théobald, 1937)
- †Pachycondyla eocenica Dlussky & Wedmann, 2012
- †Pachycondyla globiventris (Théobald, 1937)
- †Pachycondyla gracilicornis (Mayr, 1868)
- †Pachycondyla labandeirai (Dlussky & Rasnitsyn, 2002)P. parvula holotipo

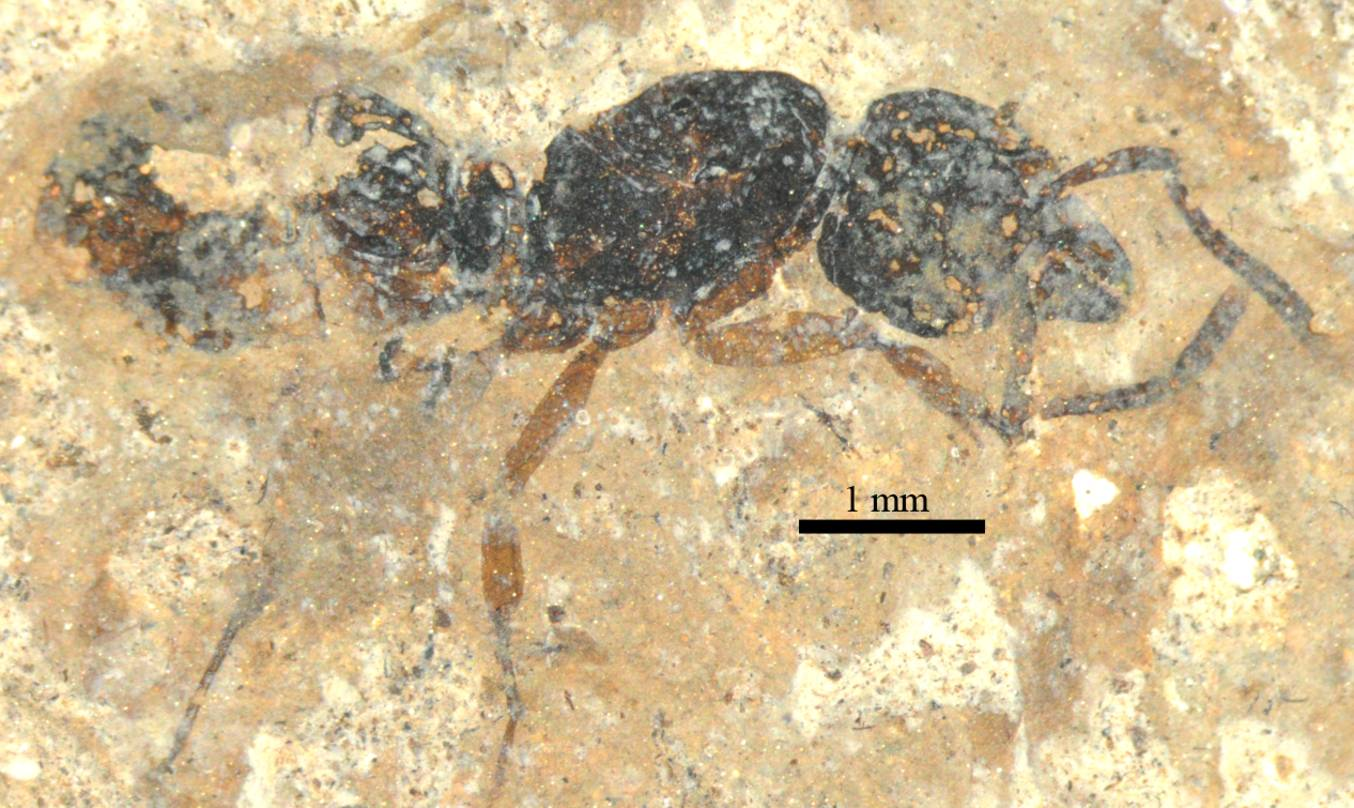
P. parvula holotipo

- †Pachycondyla lutzi Dlussky & Wedmann, 2012
- †Pachycondyla? messeliana Dlussky & Wedmann, 2012
- †Pachycondyla minutansata (Zhang, 1989)Pachycondyla succinea macho

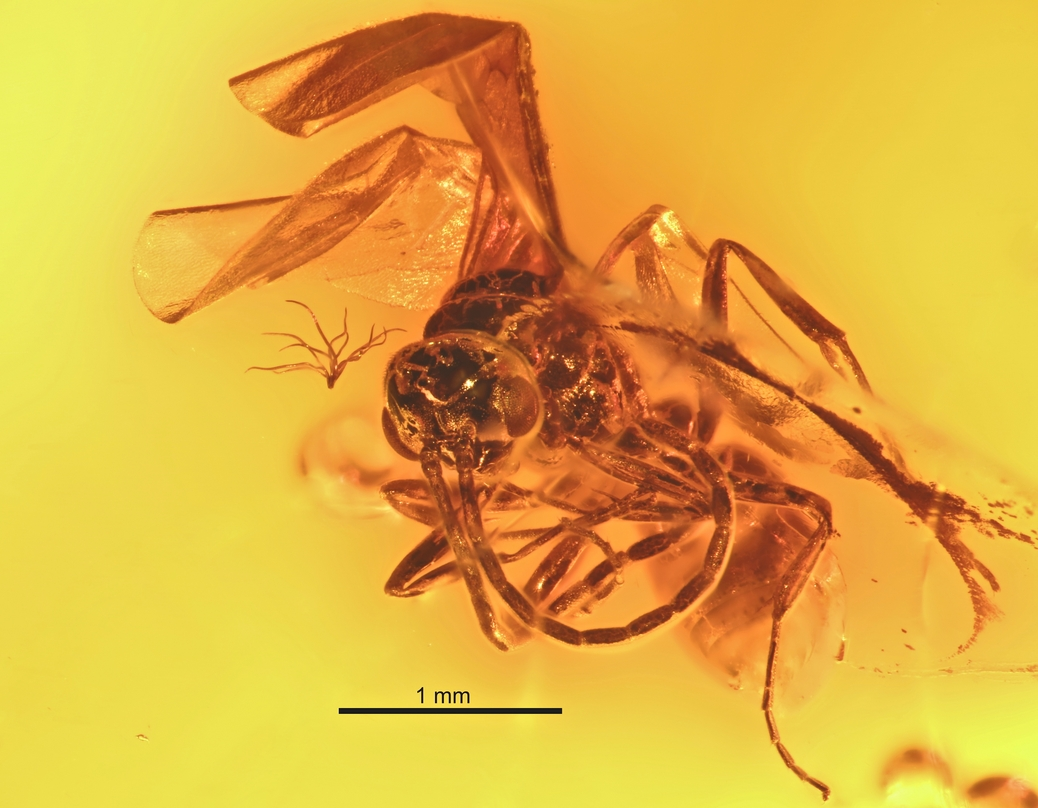
Pachycondyla succinea macho

- †Pachycondyla nubeculata (Zhang, 1989)
- †Pachycondyla oligocenica Dlussky, Rasnitsyn, & Perfilieva, 2015[5]
- †Pachycondyla parvula Dlussky, Rasnitsyn, & Perfilieva, 2015[5]
- †Pachycondyla petiolosa Dlussky & Wedmann, 2012
- †Pachycondyla petrosa Dlussky & Wedmann, 2012
- †Pachycondyla succinea (Mayr, 1868)
- †Pachycondyla tristis (Dlussky, 2009)

Sin embargo actualmente se han incluido en este género varias clasificaciones más, constituyendo un grupo bastante heterogéneo de especies. (Brothroponera, Mesoponera, Neoponera, Termitopone, Euponera, Megaponera, entre otros), sumando entre 200 y 300 especies, según las distintas fuentes.
Se trata de un género de hormigas muy primitivo: se han descrito al menos cinco fósiles de este grupo, datados en el Oligoceno.

## Especies
Clasificación posiblemente obsoleta
- Pachycondyla aciculata Emery, 1901
- Pachycondyla acuta Emery, 1900
- Pachycondyla aenescens Mayr, 1870
- Pachycondyla aenigmatica (Arnold, 1949)
- Pachycondyla aequalis (Mann, 1919)
- Pachycondyla agilis (Forel, 1901)
- Pachycondyla ambigua (Weber, 1942)
- Pachycondyla ambigua Andre, 1890
- Pachycondyla amblyops (Emery, 1887)
- Pachycondyla analis (Latreille, 1802)
- Pachycondyla annamita (Andre, 1892)
- Pachycondyla apicalis (Latreille, 1802)
- Pachycondyla apicalis (Smith, 1857)
- Pachycondyla arcuata (Karavaiev, 1925)
- Pachycondyla arhuaca (Forel, 1901)
- Pachycondyla astuta Smith, 1858
- Pachycondyla atrata (Karavaiev, 1925)
- Pachycondyla atrovirens Mayr, 1866
- Pachycondyla australis (Forel, 1900)
- Pachycondyla barbata Stitz, 1911
- Pachycondyla berthoudi (Forel, 1890)
- Pachycondyla bispinosa Smith, 1858
- Pachycondyla brunoi Forel, 1913
- Pachycondyla bucki (Borgmeier, 1927)
- Pachycondyla butteli (Forel, 1913)
- Pachycondyla caffraria (Smith, 1858)
- Pachycondyla calcarea (Theobald, 1937)
- Pachycondyla cambouei (Forel, 1891)
- Pachycondyla carbonaria (Smith, 1858)
- Pachycondyla carinulata (Roger, 1861)
- Pachycondyla cariosa (Emery, 1895)
- Pachycondyla castanea (Mayr, 1865)
- Pachycondyla castaneicolor (Dalla Torre, 1893)
- Pachycondyla cauta (Mann, 1922)
- Pachycondyla cavernosa (Roger, 1860)
- Pachycondyla cavinodis (Mann, 1916)
- Pachycondyla chinensis (Emery, 1895)
- Pachycondyla christmasi (Donisthorpe, 1935)
- Pachycondyla chyzeri (Forel, 1907)
- Pachycondyla clarki (Wheeler, 1934)
- Pachycondyla claudata (Menozzi, 1926)
- Pachycondyla cognata (Emery, 1896)
- Pachycondyla commutata (Roger, 1860)
- Pachycondyla comorensis (Andre, 1887)
- Pachycondyla constricta (Mayr, 1884)
- Pachycondyla crassa (Emery, 1877)
- Pachycondyla crassinoda (Latreille, 1802)
- Pachycondyla crawleyi (Donisthorpe, 1920)
- Pachycondyla crenata (Roger, 1861)
- Pachycondyla cribrata Santschi, 1910
- Pachycondyla croceicornis (Emery, 1900)
- Pachycondyla darwinii (Forel, 1893)
- Pachycondyla denticulata (Kirby, 1896)
- Pachycondyla depilis (Emery, 1902)
- Pachycondyla dubia (Theobald, 1937)
- Pachycondyla dubitata (Forel, 1900)
- Pachycondyla eleonorae (Forel, 1921)
- Pachycondyla elisae (Forel, 1891)
- Pachycondyla emiliae (Forel, 1901)
- Pachycondyla escherichi Forel, 1910
- Pachycondyla exarata Emery, 1901
- Pachycondyla excavata (Emery, 1893)
- Pachycondyla fauveli Emery, 1896
- Pachycondyla ferruginea (Smith, 1858)
- Pachycondyla flavopilosa (Weber, 1942)
- Pachycondyla foetida (Linnaeus, 1758)
- Pachycondyla fossigera (Mayr, 1901)
- Pachycondyla fugax Forel, 1907
- Pachycondyla fuscoatra (Roger, 1861)
- Pachycondyla gilberti (Kempf, 1960)
- Pachycondyla glabripes (Emery, 1893)
- Pachycondyla globiventris (Theobald, 1937)
- Pachycondyla goeldii (Forel, 1912)
- Pachycondyla goyana (Borgmeier, 1937)
- Pachycondyla gracilicornis (Mayr, 1868)
- Pachycondyla grandis (Donisthorpe, 1947)
- Pachycondyla granosa (Roger, 1860)
- Pachycondyla guianensis (Weber, 1939)
- Pachycondyla harpax (Fabricius, 1804)
- Pachycondyla haskinsi (Weber, 1939)
- Pachycondyla havilandi (Forel, 1901)
- Pachycondyla havilandi Forel, 1901
- Pachycondyla henryi Donisthorpe, 1942
- Pachycondyla holmgreni (Wheeler, 1925)
- Pachycondyla hottentota Emery, 1886
- Pachycondyla ilgii (Forel, 1894)
- Pachycondyla impressa (Roger, 1861)
- Pachycondyla incisa Emery, 1911
- Pachycondyla ingesta (Wheeler, 1922)
- Pachycondyla insulana (Mayr, 1876)
- Pachycondyla insularis (Emery, 1889)
- Pachycondyla javana (Mayr, 1867)
- Pachycondyla jerdonii (Forel, 1900)
- Pachycondyla jonesii (Forel, 1891)
- Pachycondyla kenyensis (Santschi, 1937)
- Pachycondyla kruegeri Forel, 1910
- Pachycondyla laevigata (Smith, 1858)
- Pachycondyla laevissima Arnold, 1915
- Pachycondyla lamottei (Bernard, 1953)
- Pachycondyla leeuwenhoeki (Forel, 1886)
- Pachycondyla lenis Kempf, 1961
- Pachycondyla lenkoi Kempf, 1962
- Pachycondyla leveillei (Emery, 1890)
- Pachycondyla lineaticeps Mayr, 1866
- Pachycondyla lunaris (Emery, 1896)
- Pachycondyla lutea (Mayr, 1862)
- Pachycondyla luteipes (Mayr, 1862)
- Pachycondyla luteola (Roger, 1861)
- Pachycondyla lydiae (Santschi, 1920)
- Pachycondyla magnifica Borgmeier, 1929
- Pachycondyla malayana (Wheeler, 1929)
- Pachycondyla manni (Viehmeyer, 1924)
- Pachycondyla marginata (Roger, 1861)
- Pachycondyla mayri (Emery, 1887)
- Pachycondyla melanaria (Emery, 1893)
- Pachycondyla melancholica Smith, 1865
- Pachycondyla mesonotalis (Santschi, 1923)
- Pachycondyla mesoponeroides (Radchenko, 1993)
- Pachycondyla metanotalis Luederwaldt, 1918
- Pachycondyla mlanjiensis (Arnold, 1946)
- Pachycondyla mocquerysi (Emery, 1902)
- Pachycondyla modiglianii Emery, 1900
- Pachycondyla myropola (Menozzi, 1925)
- Pachycondyla nasica Santschi, 1920
- Pachycondyla nigrita (Emery, 1895)
- Pachycondyla nimba (Bernard, 1953)
- Pachycondyla novemdentata (Bernard, 1953)
- Pachycondyla oberthueri Emery, 1890
- Pachycondyla obesa (Emery, 1897)
- Pachycondyla obscurans (Walker, 1859)
- Pachycondyla obscuricornis Emery, 1890
- Pachycondyla obsoleta (Menozzi, 1931)
- Pachycondyla obtusa Emery, 1900
- Pachycondyla oculata (Smith, 1858)
- Pachycondyla overbecki Viehmeyer, 1916
- Pachycondyla pachyderma Emery, 1901
- Pachycondyla pachynoda (Clark, 1930)
- Pachycondyla pallida (Smith, 1858)
- Pachycondyla pallidipennis (Smith, 1860)
- Pachycondyla papuana (Viehmeyer, 1914)
- Pachycondyla pergandei (Forel, 1909)
- Pachycondyla peringueyi (Emery, 1899)
- Pachycondyla perroti (Forel, 1891)
- Pachycondyla picardi Forel, 1901
- Pachycondyla picea (Bernard, 1953)
- Pachycondyla piliventris Smith, 1858
- Pachycondyla pilosior (Wheeler, 1928)
- Pachycondyla porcata (Emery, 1897)
- Pachycondyla procidua Emery, 1890
- Pachycondyla pumicosa (Roger, 1860)
- Pachycondyla punctata Karavaiev, 1935
- Pachycondyla rostrata Emery, 1890
- Pachycondyla rubescens (Santschi, 1937)
- Pachycondyla rubiginosa (Emery, 1889)
- Pachycondyla rubra (Smith, 1857)
- Pachycondyla ruficornis (Clark, 1934)
- Pachycondyla rufipes (Jerdon, 1851)
- Pachycondyla rufonigra (Clark, 1934)
- Pachycondyla sandakana (Wheeler, 1919)
- Pachycondyla sanguinea Santschi, 1920
- Pachycondyla sauteri Forel, 1912
- Pachycondyla scobina (Wilson, 1958)
- Pachycondyla scolopax (Emery, 1899)
- Pachycondyla sculpturata Karavaiev, 1925
- Pachycondyla senegalensis (Santschi, 1914)
- Pachycondyla sennaarensis (Mayr, 1862)
- Pachycondyla sharpi (Forel, 1901)
- Pachycondyla sheldoni (Mann, 1919)
- Pachycondyla sikorae (Forel, 1891)
- Pachycondyla silvestrii Santschi, 1914
- Pachycondyla simillima (Donisthorpe, 1949)
- Pachycondyla sjostedti (Mayr, 1896)
- Pachycondyla solitaria (Smith, 1860)
- Pachycondyla soror (Emery, 1899)
- Pachycondyla stigma (Fabricius, 1804)
- Pachycondyla striata Smith, 1858
- Pachycondyla striatinodis Emery, 1890
- Pachycondyla striatula Karavaiev, 1935
- Pachycondyla strigulosa (Emery, 1895)
- Pachycondyla striolata Donisthorpe, 1933
- Pachycondyla subiridescens (Wheeler, 1922)
- Pachycondyla sublaevis (Emery, 1887)
- Pachycondyla succedanea (Roger, 1863)
- Pachycondyla succinea (Mayr, 1868)
- Pachycondyla sulcata (Mayr, 1867)
- Pachycondyla suspecta (Santschi, 1914)
- Pachycondyla talpa (Andre, 1890)
- Pachycondyla tarsata (Fabricius, 1798)
- Pachycondyla tesseronoda (Emery, 1877)
- Pachycondyla testacea (Bernard, 1953)
- Pachycondyla theresiae Forel, 1899
- Pachycondyla tonkina Santschi, 1920
- Pachycondyla tridentata Smith, 1858
- Pachycondyla unicolor (Smith, 1860)
- Pachycondyla unidentata Mayr, 1862
- Pachycondyla variolosa (Arnold, 1947)
- Pachycondyla verenae  (Forel 1922)
- Pachycondyla venusta (Forel, 1912)
- Pachycondyla verecundae (Donisthorpe, 1943)
- Pachycondyla vermiculata (Emery, 1897)
- Pachycondyla vidua (Smith, 1857)
- Pachycondyla villiersi (Bernard, 1953)
- Pachycondyla villosa (Fabricius, 1804)
- Pachycondyla wasmannii (Forel, 1887)
- Pachycondyla weberi (Bernard, 1953)
- Pachycondyla williamsi (Wheeler & Chapman, 1925)
- Pachycondyla wroughtonii (Forel, 1901)
- Pachycondyla zumpti (Santschi, 1937)